# Gabrijela Mrak
Gabrijela Mrak, slovenska operna pevka in glasbena pedagoginja, * 23. april 1852, † 9. april 1928.
Rodila se je v Tolminu 93 (današnja Rutarjeva ulica 2) kot nezakonska hči Ane Sfiligoj. Še v najstniških letih je odšla k očetu v Gradec. V Gradcu je kot pevka sodelovala na kulturnih prireditvah, kjer je naredila močan vtis na mater skladatelja Wilhelma Kienzla in se odločila, da ji bo pomagala pri glasbeni izobrazbi. Njen drugi dom je postal Regensburg, kjer se je spoprijateljila z zanjo usodno plemiško rodbino Thurn und Taxis.

## Pričetek glasbene kariere
Gabrijela je po dogodku z Kienzlijevo mater študij petja začela pri Carlu Caspriju, ki jo je v svoj razred sprejel leta 1871, ko ji je bilo 19 let. Ob zaključku študija se je šest let kasneje v septembru predstavila v Eggenbergu in v Gradcu. Njena nova profesorica postane Karolina Bauer; 'naša' diva Gabrijela pa je v istem letu prvič stopila na operni oder v Gradcu in pela zahtevne vloge v 'Viljemu Tellu', 'Fraustu', 'Hugenotih' in 'Čarobni piščali'. Uspešna je bila tudi v Innsbrucku in Salzburgu, kjer so o njej zapisali: »Glas gospodične Mrakove nima velikega volumna, je pa prijetno blagoglasen v vseh tonskih legah in dobro šolan; njena igra kaže  notranje razumevanje  in je brez slehernega afiktiranja.«
Vabila, da bi med sezono 1879/80 pela v Thalia Teatru v New Yorku, čez pet let v Petrogradu ter da bi se 1889 angažirala v Milanu, je iz neznanega razloga odklonila. Pela je v Karlovih Varih, Teplicah, Olomucu, kasneje v Sopronu na Madžarskem, v Bratislavi, kot gostja v Budimpešti, v Odesi, v  Romuniji, v sezoni 1894/95 v Deželnem gledališču v Ljubljani v Carl-Theatru na Dunaju, kje je ostala do konca kariere. Kot uvodoma rečeno, je njen drugi dom postal Regensburg, kjer je z deset let starejšim Maximilianom, princem plemiške rodbine Thurn und Taxis, doživela romanco. Ta je umrl že pri 23-ih, leta 1885. 
Mrakova je bila slavljena Regensburška primadona. V starosti ji je plemiška družina leta 1915 odobrila 100 mark mesečne podpore, iz poznejših let pa je iz korespondence razvidno, da ji je bila pripravljena plačati tudi operacijo in okrevanje v Gorici. 
Svojo 20-letno kariero je Mrakova sklenila kot pevska pedagoginja v Trstu, obenem pa je še nastopala v Trstu, Gorici, Portorožu in Tolminu, kjer je leta 1903 pri 51. letih in po okoli 80-ih naštudiranih vlogah zaokrožila svojo pevsko kariero v  tolminski Narodni čitalnici. Zgodovina jo razlaga kot žensko, odlikovano z velikim igralskim talentom, zaradi katerega je bila še posebno uspešna v operetah. Denarno je podpirala tolminska glasbena društva in nastopala s pesmimi slovenskih skladateljev.

## Smrt
Gabrijela Mrak je umrla 9. aprila 1928. Osmrtnico je objavil tudi Regensburger Blatt, v tamkajšnji cerkvi pa so njej v spomin izvedli 'Requiem'.